# Salone dell'occhio di bue

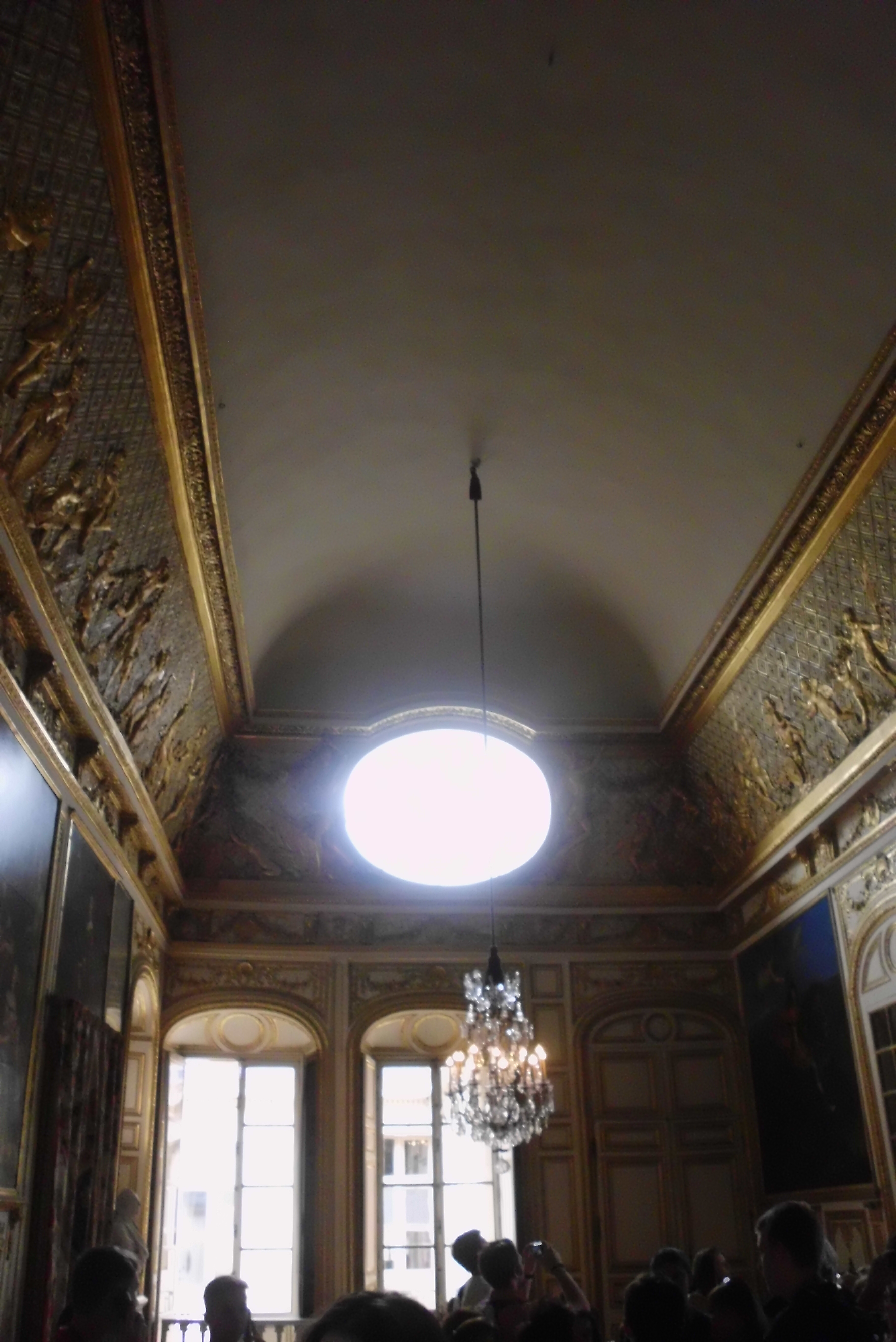
L'occhio di bue che dà il nome alla stanza

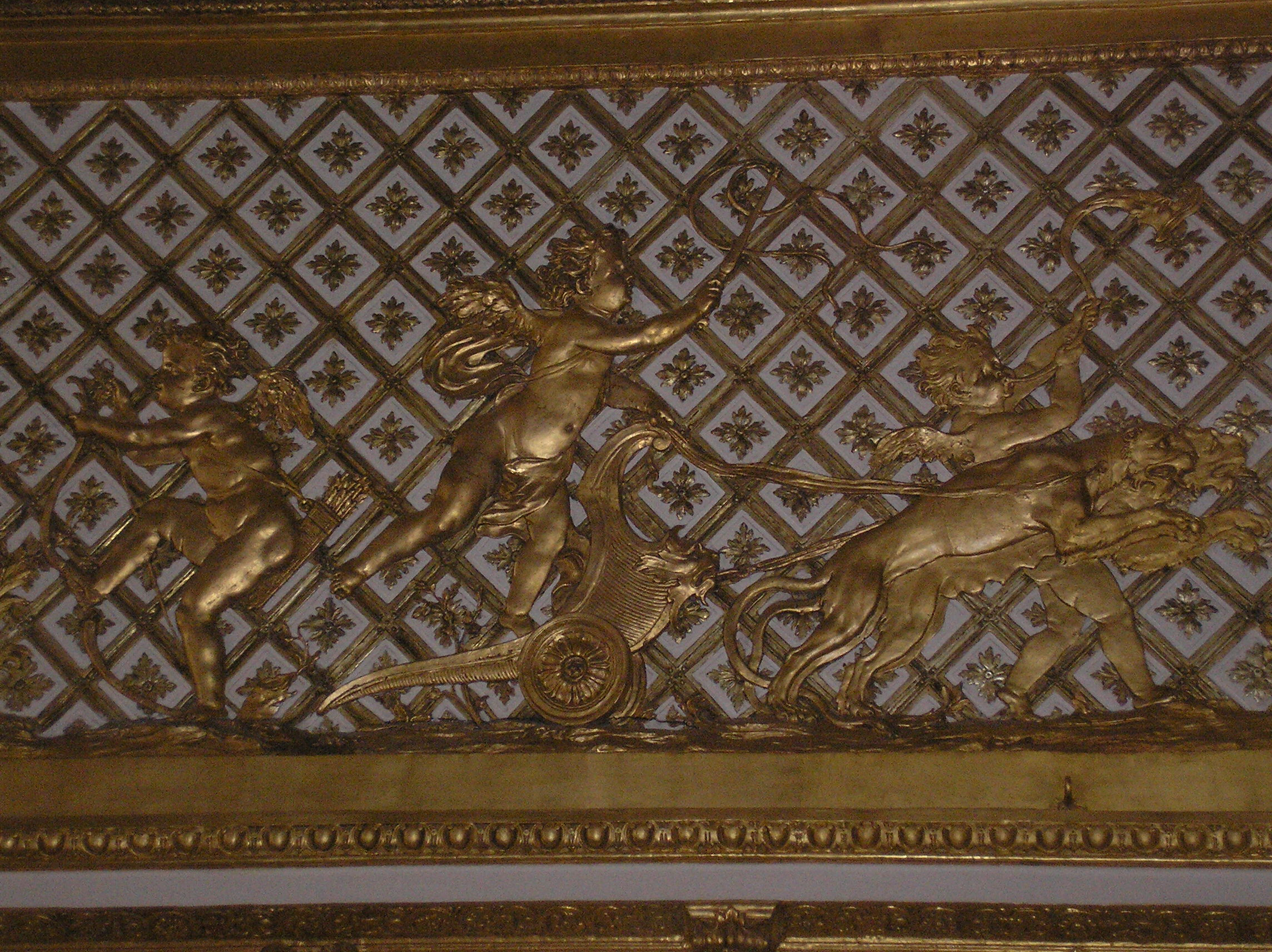
Parte del fregio murale del Salone dell'occhi di bue

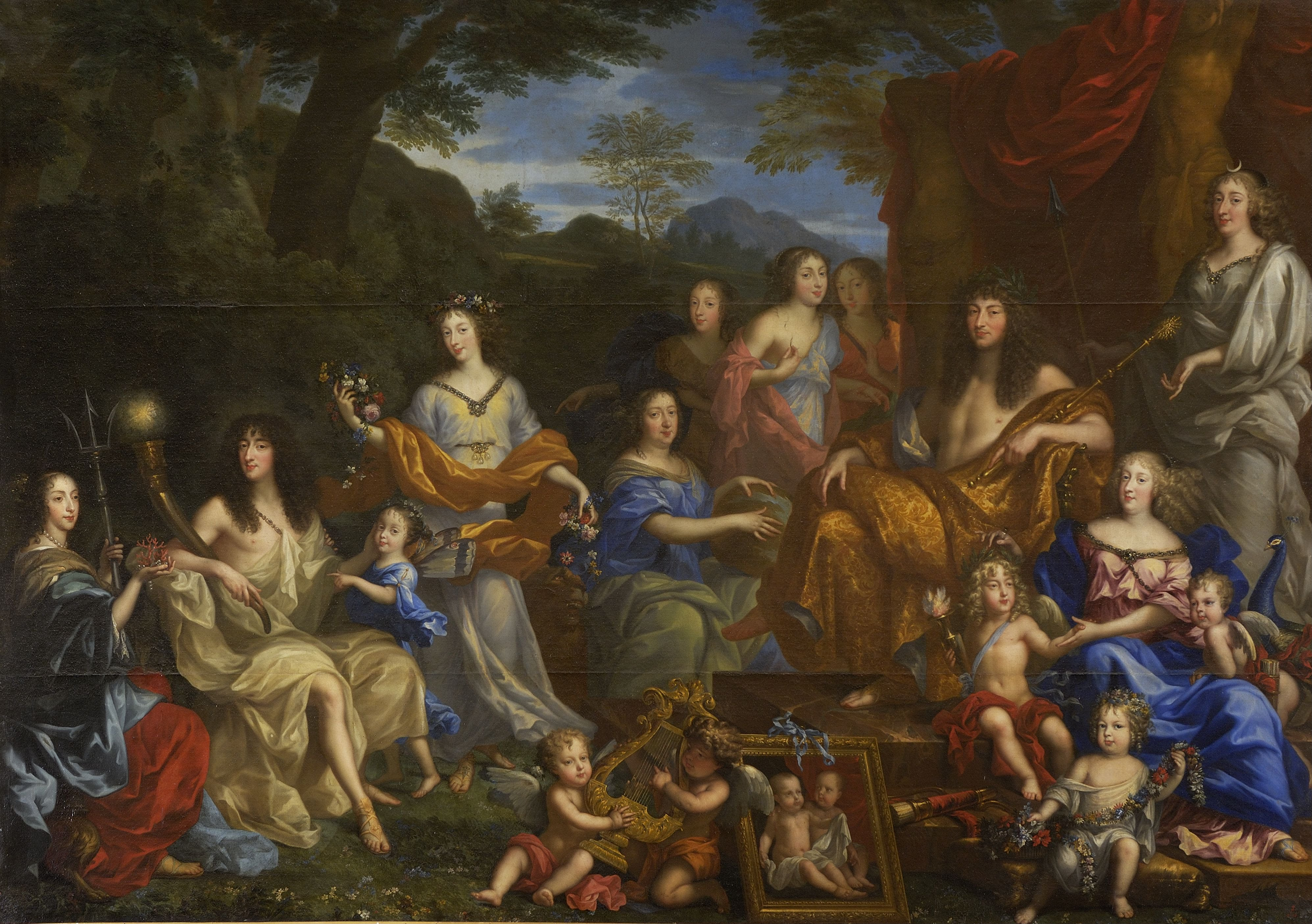
Luigi XIV e la famiglia reale dipinto di Jean Nocret. Questo dipinto si trova nel Salone dell'occhio di bue.

Il Salone dell'occhio di bue (detto anche Anticamera dell'occhio di bue, in francese: Salon de l'Œil-de-bœuf) è una sala del Grand Appartement du Roi alla Reggia di Versailles. Il salone venne creato nel 1701, sulla base del progetto del primo architetto del re, Jules Hardouin-Mansart, riunendo il cabinet des Bassans e la vecchia chambre du roi. Questo salone porta il nome di salon de l'Œil-de-bœuf dal regno di Luigi XV per la grande lucerna ad occhio di bue qui presente. In questa sala ogni mattina si riunivano i cortigiani in attesa di prendere parte al rito del lever di roi.

## Il grande fregio dorato
Richiesto da Luigi XIV, questo fregio dorato a bassorilievo è di stile rinascimentale italiano. Su un fondo mosaicato a roselline dorate su losanghe bianche si trovano dei putti intenti ad occupazioni ludiche: musica, commedia, danza, ecc.
Il fregio venne preparato nell'estate del 1701, sotto le volte dell'Orangerie di Versailles. Costò 4200 livres.
Gli autori degli stucchi furono Anselme Flamen padre (1647-1717), Jean Hardy (1653-1737), Simon Hurtrelle, Claude Poirier (1656-1729), Jean-Baptiste Poultier e Corneille Van Clève.

François Lespingola, realizzò la cornice e la base del fregio.
La scultura dei legni delle boiseries ornamentali venne realizzata da Jules Degoullons (1671-1737), André Le Goupil ou Legoupil (1660-1723), Pierre Taupin (1662-1734), e Marin Bellan.